# Bunuški Čifluk
Bunuški Čifluk (en serbe cyrillique : Бунушки Чифлук) est un village de Serbie situé sur le territoire de la Ville de Leskovac, district de Jablanica. Au recensement de 2011, il comptait 479 habitants.

## Démographie

### Évolution historique de la population
| 1948 | 1953 | 1961 | 1971 | 1981 | 1991 | 2002 | 2011 |
| ---- | ---- | ---- | ---- | ---- | ---- | ---- | ---- |
| 193  | 212  | 231  | 439  | 461  | 521  | 505  | 479  |

|  |